# Kourouaï
Le Kourouaï ou rivière Kourouaï ou crique Kourouaï est une rivière française du département Guyane de la région Guyane et un affluent droit du fleuve l'Approuague.

## Géographie
De 75,7 kilomètres de longueur,
le Kourouaï prend sa source à 92 mètres d'altitude.
Il coule globalement du sud vers le nord.
Il conflue entre l'ilet Couy et le Guisan Bourg (ancien village), à 1 mètre d'altitude.

### Communes traversées
Dans le seul département de la Guyane, la crique Arataï traverse la seule commune de Régina, dans l'arrondissement de Cayenne.

### Bassin versant
La crique Arataï traverse quatre zones hydrographiques.

## Affluents
Le Kourouaï a pour principaux affluents de l'aval vers l'amont :
- la Crique Ratamina (rd[note 1])
- la Crique Couleuvre (rg)
- la crique Cipanama (rd) avec la crique Bardot (rd)
- la Crique Simon (rg)
- la Crique Fromager (rg)
- la Crique Barenton (rg)
- la Crique Saint Rémy (rd)
- la Crique Wai (rg)
- la Crique Gros Philippe (rg)
- la Crique Saut (rd)
- la Crique Kwata (rg)
- la Crique Kapiri (rg)
- la Crique Païra

## Hydrologie
Son régime hydrologique est dit pluvial équatorial.